# 今野真二
今野 真二（こんの しんじ、1958年 - ）は、日本の日本語学者、清泉女子大学教授。

## 人物
神奈川県鎌倉市生まれ。父は青山学院大学文学部史学科教授であった今野國雄。母は今野さなへ、祖父は山田孝雄、伯父の山田忠雄・山田俊雄も著名な日本語学者である。
神奈川県立湘南高等学校の同級生に入不二基義や阿部嘉昭がいる。1982年早稲田大学文学部国文科卒、1985年同大学院博士課程後期退学。1986年松蔭女子短期大学講師、助教授、1995年高知大学助教授、1999年清泉女子大学文学部助教授、教授。2002年『仮名表記論攷』で金田一京助博士記念賞受賞。

## 著書

### 単著
- 『仮名表記論攷』清文堂出版、2001年1月。ISBN 4792413494
- 『文献から読み解く日本語の歴史：鳥瞰虫瞰』笠間書院、2005年11月。ISBN 4305703076
- 『消された漱石：明治の日本語の探し方』笠間書院、2008年6月。ISBN 9784305703798
- 『大山祇神社連歌の国語学的研究』清文堂出版、2009年9月。ISBN 9784792406813
- 『文献日本語学』港の人、2009年11月。ISBN 9784896292145
- 『漢語辞書論攷』港の人、2011年10月。ISBN 9784896292398
- 『ボール表紙本と明治の日本語』港の人、2012年10月。ISBN 9784896292589
- 『『言海』と明治の日本語』港の人、2013年9月。ISBN 9784896292640
- 『仮名遣書論攷』和泉書院〈研究叢書469〉、2016年2月。ISBN 9784757607774
- 『かなづかい研究の軌跡』笠間書院、2017年4月。ISBN 9784305708434
- 『詩的言語と絵画：ことばはイメージを表現できるか』勉誠出版、2017年5月。ISBN 9784585280347
- 『『日本国語大辞典』をよむ』三省堂、2018年9月。ISBN 9784385365060
- 『日本語が英語と出会うとき：日本語と英和・和英辞書の百五十年』研究社、2019年5月。ISBN 9784327384814
- 『テキストの変容：動態としてのテキスト』武蔵野書院、2021年5月。ISBN 9784838607488
- 『豊島与志雄『未来の天才』：自筆原稿二種の影印・翻刻・解説』武蔵野書院、2022年1月。ISBN 9784838607655
- 『日本とは何か：日本語の始源の姿を追った国学者たち』みすず書房、2023年5月。ISBN 9784622095972
- 『江戸の知をよむ：古典中国からの離脱と近代日本の始まり』河出書房新社、2023年9月。ISBN 9784309231402

日本語学講座
- 『第1巻：書かれたことば』清文堂出版、2010年11月。ISBN 9784792409241
- 『第2巻：二つのテキスト（上）明治期以前の文献』清文堂出版、2011年4月。ISBN 9784792409401
- 『第3巻：二つのテキスト（下）明治期以前の文献』清文堂出版、2011年4月。ISBN 9784792409432
- 『第4巻：連合関係』清文堂出版、2011年10月。ISBN 9784792409500
- 『第5巻：『節用集』研究入門』清文堂出版、2012年4月。ISBN 9784792409630
- 『第6巻：明治期の辞書』清文堂出版、2013年1月。ISBN 9784792409807
- 『第7巻：ボール表紙本』清文堂出版、2013年6月。ISBN 9784792409913
- 『第8巻：自筆原稿』清文堂出版、2014年5月。ISBN 9784792410100
- 『第9巻：仮名の歴史』清文堂出版、2014年9月。ISBN 9784792410254
- 『第10巻：言語の揺れ』清文堂出版、2015年5月。ISBN 9784792410421

#### 一般向け（年少者向けも含む）
- 『振仮名の歴史』集英社〈集英社新書 501F〉、2009年7月。ISBN 9784087205015／岩波現代文庫（新編）、2020年3月。ISBN 9784006023188
- 『百年前の日本語：書きことばが揺れた時代』岩波書店〈岩波新書1385〉、2012年9月。ISBN 9784004313854
- 『正書法のない日本語』岩波書店〈そうだったんだ！日本語〉、2013年4月。ISBN 9784000286213
- 『漢字からみた日本語の歴史』筑摩書房〈ちくまプリマー新書199〉、2013年7月。ISBN 9784480689016
- 『常識では読めない漢字：近代文学の原文を味わう』すばる舎、2013年8月。ISBN 9784799102770
- 『かなづかいの歴史：日本語を書くということ』中央公論新社〈中公新書2254〉、2014年2月。ISBN 9784121022547
- 『日本語の近代：はずされた漢語』筑摩書房〈ちくま新書1062〉、2014年3月。ISBN 9784480067678
- 『日本語のミッシング・リンク：江戸と明治の連続・不連続』新潮社〈新潮選書〉、2014年3月。ISBN 9784106037443
- 『日本語の考古学』岩波書店〈岩波新書1479〉、2014年4月。ISBN 9784004314790
- 『「言海」を読む：ことばの海と明治の日本語』KADOKAWA〈角川選書542〉、2014年6月。ISBN 9784047035423
- 『辞書からみた日本語の歴史』筑摩書房〈ちくまプリマー新書220〉、2014年10月。ISBN 9784480689238
- 『辞書をよむ』平凡社〈平凡社新書760〉、2014年12月。ISBN 9784582857603
- 『戦国の日本語：五百年前の読む・書く・話す』河出書房新社〈河出ブックス79〉、2015年2月。ISBN 9784309624792／河出文庫、2021年12月。ISBN 9784309418605
- 『超明解！国語辞典』文藝春秋〈文春新書1018〉、2015年3月。ISBN 9784166610181
- 『盗作の言語学：表現のオリジナリティーを考える』集英社〈集英社新書784F〉、2015年5月。ISBN 9784087207842
- 『常用漢字の歴史：教育、国家、日本語』中央公論新社〈中公新書2341〉、2015年9月。ISBN 9784121023414
- 『漢和辞典の謎：漢字の小宇宙で遊ぶ』光文社〈光文社新書808〉、2016年3月。ISBN 9784334039110
- 『リメイクの日本文学史』平凡社〈平凡社新書811〉、2016年4月。ISBN 9784582858112
- 『ことばあそびの歴史：日本語の迷宮への招待』河出書房新社〈河出ブックス94〉、2016年6月。ISBN 9784309624945
  - 『日本語 ことばあそびの歴史』河出書房新社〈河出文庫〉、2020年11月。ISBN 9784309417806
- 『学校では教えてくれないゆかいな日本語』河出書房新社〈14歳の世渡り術〉、2016年8月。ISBN 9784309617022
  - 『教科書では教えてくれないゆかいな日本語』河出書房新社〈河出文庫〉、2018年12月。ISBN 9784309416533
- 『北原白秋：言葉の魔術師』岩波書店〈岩波新書1649〉、2017年2月。ISBN 9784004316497
- 『漢字とカタカナとひらがな：日本語表記の歴史』平凡社〈平凡社新書856〉、2017年10月。ISBN 9784582858563
- 『大人になってから困らない語彙力の鍛え方』河出書房新社〈14歳の世渡り術〉、2017年11月。ISBN 9784309617114
  - 『教科書では教えてくれないゆかいな語彙力入門』河出書房新社〈河出文庫〉、2019年8月。ISBN 9784309417011
- 『ことばでたどる日本の歴史』河出書房新社〈河出ブックス110〉、2018年8月。ISBN 9784309625102
- 『ことばでたどる日本の歴史：幕末・明治・大正篇』河出書房新社〈河出ブックス111〉、2018年11月。ISBN 9784309625119
- 『日日是日本語：日本語学者の日本語日記』岩波書店、2019年4月。ISBN 9784000613347
- 『自分で考え、自分で書くためのゆかいな文章教室』河出書房新社〈14歳の世渡り術〉、2019年7月。ISBN 9784309617169
- 『『広辞苑』をよむ』岩波書店〈岩波新書1820〉、2019年12月。ISBN 9784004318200
- 『日本語の連続／不連続：百年前の「かきことば」を読む』平凡社〈平凡社新書935〉、2020年2月。ISBN 9784582859355
- 『乱歩の日本語』春陽堂書店、2020年5月。ISBN 9784394770008
- 『言霊と日本語』筑摩書房〈ちくま新書1531〉、2020年11月。ISBN 9784480073501
- 『ことばのみがきかた：短詩に学ぶ日本語入門』春陽堂書店〈春陽堂ライブラリー3〉、2020年11月。ISBN 9784394195023
- 『日本語の教養100』河出書房新社〈河出新書27〉、2021年2月。ISBN 9784309631288
- 『学校では教えてくれないゆかいな漢字の話』河出書房新社〈14歳の世渡り術〉、2021年5月。ISBN 9784309617312
- 『うつりゆく日本語をよむ：ことばが壊れる前に』岩波書店〈岩波新書1907〉、2021年12月。ISBN 9784004319078
- 『「鬱屈」の時代をよむ』集英社〈集英社新書1147F〉、2023年1月。ISBN 9784087212471
- 『横溝正史の日本語』春陽堂書店、2023年9月。ISBN 9784394770084
- 『日本語と漢字』岩波新書、2024年4月。ISBN 9784004320159

### 共著
- 『言海の研究』小野春菜と共著、武蔵野書院、2018年10月。ISBN 9784838607136

### 編著
- 『図説 日本語の歴史』河出書房新社〈ふくろうの本〉、2015年11月、新装版2023年12月。ISBN 9784309763286
- 『図説 日本の文字』河出書房新社〈ふくろうの本〉、2017年9月。ISBN 9784309762593
- 『秋萩帖の総合的研究』勉誠出版、2018年10月。ISBN 9784585280446

### 連載
- 佐藤宏と共著「『日本国語大辞典 第二版』をめぐる往復書簡 来たるべき辞書のために」JapanKnowledge、2019/04/03から連載中